# Asia Series 2008
Die Asia Series 2008 war die 4. Ausgabe der internationalen asiatischen Meisterschaften für Baseball-Vereinsmannschaften. Sie fand vom 13. bis zum 16. November 2008 im Tokyo Dome in Bunkyō, Tokio, Japan statt. Die Teilnehmer waren die nationalen Meister der vier Ausrichterländer, die Tianjin Lions aus der Volksrepublik China, die Uni-President 7-Eleven Lions aus dem Chinesischen Taipeh (Taiwan), die Saitama Seibu Lions aus Japan und die SK Wyverns aus der Republik Korea.
Im Finale besiegten die Saitama Seibu Lions die Uni-President 7-Eleven Lions mit 1–0. Damit entschieden zum vierten Mal die japanischen Gastgeber das Turnier für sich. Tomoaki Satō (Seibu) wurde zum MVP des Turniers gekürt.
Erstmals nahm für das chinesische Festland eine Vereinsmannschaft anstelle eines All-Star-Teams teil, das die drei vorherigen Ausgaben bestritten hatte. Als Preisgelder wurden an den Sieger 50 Millionen Yen (rund 400.000 Euro), an den Zweitplatzierten 30 Millionen Yen und je 10 Millionen Yen an die anderen beiden Mannschaften ausgeschüttet.

## Gruppenphase
In der Gruppenphase spielten am 13., 14. und 15. November 2008 alle Mannschaften in einer Round-Robin-Runde gegeneinander. Die Spiele fanden jeweils um 12 Uhr und 18 Uhr Ortszeit statt.

### Ergebnisse
| Datum        | Gast                         | Heim                         | Ergebnis           |
| ------------ | ---------------------------- | ---------------------------- | ------------------ |
| 13. November | Tianjin Lions                | Uni-President 7-Eleven Lions | 4 – 7              |
| 13. November | Saitama Seibu Lions          | SK Wyverns                   | 3 – 4              |
| 14. November | SK Wyverns                   | Tianjin Lions                | 15 – 0 (7 Innings) |
| 14. November | Uni-President 7-Eleven Lions | Saitama Seibu Lions          | 1 – 2              |
| 15. November | Saitama Seibu Lions          | Tianjin Lions                | 16 – 2 (7 Innings) |
| 15. November | SK Wyverns                   | Uni-President 7-Eleven Lions | 4 – 10             |

### Tabelle
| Platz | Mannschaft                   | W | L | T | PCT  | RS | RA |
| ----- | ---------------------------- | - | - | - | ---- | -- | -- |
| 1     | Saitama Seibu Lions          | 2 | 1 | 0 | .667 | 21 | 7  |
| 2     | Uni-President 7-Eleven Lions | 2 | 1 | 0 | .667 | 18 | 10 |
| 3     | SK Wyverns                   | 2 | 1 | 0 | .667 | 23 | 13 |
| 4     | Tianjin Lions                | 0 | 3 | 0 | .000 | 6  | 38 |

## Finale
Das Finale fand am 16. November 2008 vor 18.370 Zuschauern statt. Zum vierten Mal gewann mit den Saitama Seibu Lions die japanische Mannschaft das Turnier, allerdings erst durch ein sehr knappes Sayonara-gachi: Seibu-Rightfielder Tomoaki Satō entschied das Finale im 9. Inning bei 2 Outs und einem Runner auf der ersten Base durch einen RBI-Double.
| Team                         | 1 | 2 | 3 | 4 | 5 | 6 | 7 | 8 | 9 | R | H | E |
| ---------------------------- | - | - | - | - | - | - | - | - | - | - | - | - |
| Uni-President 7-Eleven Lions | 0 | 0 | 0 | 0 | 0 | 0 | 0 | 0 | 0 | 0 | 5 | 0 |
| Saitama Seibu Lions          | 0 | 0 | 0 | 0 | 0 | 0 | 0 | 0 | 1 | 1 | 6 | 1 |

Starting Pitchers: UNI – Alvarado  SEI – Wakui   WP: Okamoto   LP: Pan  